# کریستین فوکس
کریستین فوکس (آلمانی: Christian Fuchs؛ زادهٔ ۷ آوریل ۱۹۸۶) بازیکن فوتبال پیشین اهل اتریش است.
از باشگاه‌هایی که در آن بازی کرده‌است می‌توان به بوخوم، ماینتس ۰۵، شالکه ۰۴ و لستر سیتی اشاره کرد.
وی همچنین در تیم ملی فوتبال اتریش بازی کرده‌است.

## افتخارات
شالکه ۰۴
- سوپر جام فوتبال آلمان: ۲۰۱۱[۲]

لستر سیتی
- لیگ برتر فوتبال انگلستان: ۱۶–۲۰۱۵[۳]
- جام حذفی فوتبال انگلستان: ۲۱–۲۰۲۰[۴]

فردی
- تیم فصل بوندس‌لیگا از نگاه کیکر: ۱۱–۲۰۱۰، ۱۲–۲۰۱۱[۵][۶]